# 100日後に死ぬワニ
『100日後に死ぬワニ』（ひゃくにちごにしぬワニ）は、きくちゆうきの日本の4コマ漫画、および同作を原作とする絵本化作品。略称は『100ワニ』。コマの枠外で「死まであと○日」と明示された作中のワニの100日間を、4コマ（最終話は大コマも含めて13コマ）を1日としたカウントダウン形式で描く。2019年12月12日から作者自身のTwitterアカウントで公開が開始され、以後、2020年3月20日まで毎日午後7時（最終話は午後7時20分）に更新された。1投稿で30万を超える「いいね」を獲得し、連載終了日の2020年3月20日には同作がTwitterのトレンドで世界1位となった。
＃Twitterトレンド大賞2020では4位にランクインされ、最終話の投稿が「Twitterトレンド大賞　最多リツイート賞＆最多いいね賞」を受賞した。
連載はきくちのTwitterとInstagramのほか、途中からはねとらぼでも並行して行われた。
当初はきくち個人で作品を展開していたが、連載してまもなく商業展開のオファーがきくち一人では対応できないほど増えたことから、2020年1月より、株式会社ベイシカがきくちと共同で作品の運営や商業展開、プロデュースを行っている（詳細は後述）。

## 概要
主人公は服を着用し日本語を話すオスのワニである。第1話から100日後に死を迎えるワニが先輩のワニや親友のネズミなどの仲間達と過ごす何気ない日常生活が描かれる。99日目までは4コマ目の下に死までの日数がカウントされ、1日1話更新されるたびに残り日数が減っていく。連載中の時期と連動しており、正月などの文化も作中に反映される。
作者のきくちは、本作を制作した理由について以下のように語っている。
本作品の結末について、きくちが自身のサイトに記載している友人の事故死との関係性があるのではないかと台湾のメディア・4Gamersなどから指摘されていた。これについてきくちは、最終話の翌日である2020年3月21日の生配信で、実際に同作を描く切っ掛けの一つだったことを明かし、「何があるか分からない中で、限りある時間を大切にしてほしいとのメッセージを伝えたい」との思いだったと語っている。きくちによると、本作品のキャラクターに特定個人のモデルは存在せず、きくちが今までに会ってきた人や経験をもとにミックスして創作したものだという。

## 反響
公開された漫画はTwitter上で広まり、内容や今後の展開について考察する読者も見られた。2020年1月21日にはフジテレビ（FNN）の番組で本作が取り上げられ、YouTube上に公式チャンネルから番組のクリップ映像が投稿された。またきくちはオリコンからも取材を受け、作品の意図について語っている。最終話当日の公開前には日本テレビのワイドショー番組『スッキリ』にきくち本人が生出演をし、テレビ朝日（ANN）でもニュースとして本作品を伝えている。
連載開始前は1万人程度だったきくちのTwitterアカウントのフォロワー数は、最終話が投稿される3月20日午後7時の時点では約195万人にまで到達し、一時は200万人を超えた。最終話を投稿したTwitter記事のエンゲージメント総数は2億回を超えた。
芸能界でも指原莉乃、有吉弘行、加藤一二三、ロンドンブーツ1号2号の田村淳、いきものがかりの水野良樹などが同作品の読者であることを公言している。読者の1人でYouTuberのはじめしゃちょーがきくちに直接電話し、『100日後に死ぬワニの作者にどうやって死ぬのか聞いてみた』という動画を3月10日にYouTubeに投稿した。本作の完結に際して、淳、水野、はじめしゃちょーのほか、映画監督の上田慎一郎が特設サイトにコメントを寄せている。
連載開始から100日目となる2020年3月20日には、ニコニコ生放送にて『「100日後に死ぬワニ」の最後をみんなで見守る放送』という配信が行われた。
同年4月8日、小学館よりゲッサン少年サンデーコミックスのレーベルで書籍化。前日譚となる「0日目」や100日後の後日譚などの描きおろしも併せて収録されることになっており、発売日当日には小学館から「5日目」と「17日目」の後の様子を描いた書き下ろしカットと声優の花江夏樹がナレーションを担当したCMが公開された。なお、書籍の帯には『描き下ろし漫画28P収録』と銘打たれているが、実際はイラストも含めたページ数で、漫画方式の描き下ろしは数ページに留まることが明らかとなった。これに対し、優良誤認表示の可能性が弁護士より指摘されている。5月22日には、書籍版の累計発行部数が35万部を突破したとゲッサン編集部の公式Twitterで発表された。 日本出版販売のウェブメディア「ほんのひきだし」が発表した2020年度の「コミックス第1巻 年間売上ランキング」では、本作の書籍版が『怪獣8号』に次いで2位を記録した。
同年3月13日、絵本作家あいはらひろゆきが代表取締役を務める「株式会社サニーサイド」が1日目から30日目までのうち13話を抽出し絵本化することを発表した。
翌年6月20日、『LINE LIVE』において映画『100日間生きたワニ』のオンラインヒット祈願イベントが配信され、そこで上田慎一郎監督は、「100日後に死ぬワニ」を知ったタイミングを連載を開始してから2日目くらいと話し、本作を読み始めたきっかけは会社のグループLINEに共有されたことであり、連載30日目くらいのタイミングで企画書を出したと告白した。
同年12月22日に発表された「#Twitterトレンド大賞2020」では2020年に最も話題となった上位20個のワードの中で4位となり、100日目が投稿された3月20日が最もツイートが多かった。更に部門賞においても100日目のツイートが「最多リツイート部門賞」「最多いいね部門賞」の2つを受賞した。

## 登場キャラクター
ワニ（ワニ/本名みどり/♂）
主人公。本名は95話で判明。青いズボンをはいており、上半身は裸。フリーターで、初登場時はカフェで働いていたが、思いをよせている先輩ワニに嫌われたと思い込みショックを受け退職し、その後リサイクルショップで働く。夢はプロゲーマー。一人暮らしで、実家はみかん農家。好物はラーメン・ピザ。寝言が多い。ラーメンを食べに行ったり、映画鑑賞やテレビを見て笑ったり自分へのご褒美として給料で好きなものを買ったりと小さな楽しみを見つけて生きる喜びを見つけるなど一見すると穏やかな性格だが、良くないことが起きたり出くわしたりすると塞ぎ込んだり周りのことが見えなくなるなど不穏な空気を見せることもある。リサイクルショップ転職後はセンパイとの交際が始まり、欲しかったものをプレゼントされたり、朝活で仕事前に前職のカフェに立ち寄るなど充実した毎日を送っていた。
最期はなんらかの形で、ネズミ達の前には姿を見せず死亡する運命を辿る（映画でも直接的な死亡理由は描かれていないが、彼のものと思われるスマートフォンがひび割れ、事故に巻き込まれたかのような場面が描かれている。）。
前日談では、幼少期のネズミが初めて親友と呼べる友達となる。当時は今とは違ってわんぱく坊主の如く荒っぽい性格だった。
ネズミ（ネズミ/本名アキラ/♂）
ワニの親友。本名は71話で判明。初登場時はバイク事故で足をケガして入院していたが、その後退院する。ワニと同じくフリーターで、趣味はバイク。バイク好きなことからバイク屋で整備士として働き始め、職場の勧めでサーキット場の専属メンテナンスも始める。好物はラーメン・ピザ。みどりの恋愛を応援している。普段穏やかで冷静かつ事を荒立たない性格からか、怒り方は静かなので怖い。
前日談では主人公として描かれており、幼少期は父親が転勤が多い仕事をしていた経緯からほとんど友達が作れず孤独な日々を送っており、その頃から自分の本心を隠して周りには馴染まない性格だった。当時はカードゲームが強く、運動神経も並外れていた。
映画版では、ワニの死から100日後、仕事に没頭するも無気力な日々を送っており大好きなバイクにほとんど乗らなくなってしまう。
モグラ（モグラ/♂）
ワニ・ネズミの仲間。本人に悪気はないのだがたまにキツく感じるような発言をすることがある。好物はラーメン・ピザ。ワニをリサイクルショップで働くように誘うが、自らはバイトを辞めて正社員として営業職の仕事を始める。
映画版では、ワニの死から100日後、交際中のイヌと距離を置く様になる。
センパイ（ワニ/♀）
カフェで働いていた時のワニの先輩で、彼より歳上。ワニが街中で赤ちゃんをあやしているのを見かけて思いをよせるようになり、後に交際するようになる。
映画版では、ワニの死から100日後、みどりの死から塞ぎ込んでしまい無気力な日々を送る。
イヌ（イヌ/♀）
リサイクルショップで働くワニ・モグラの先輩。ワニに対して"センパイに対してアタックすべきだ"、"夢ややりたいことはあるの？"と面倒見のいい姉御肌。その後モグラと交際が始まり、モグラがリサイクルショップを退職するきっかけとなる。
映画版ではワニの死から100日後、交際中のモグラと距離を置く様になる。
バイトちゃん（ヘビ/♀）
ワニがカフェを辞めた後にやってきたバイト。ヘビだが手足がある。
カエル（カエル/♂）
映画オリジナルキャラクター。ワニが亡くなってからネズミたちのいる街に越してくる。性格はチャラ男気質なお調子者タイプ。
実は本当は陽気な性格ではなくかつて友達が交通事故で死亡したことで酷く落ち込み、新しい場所で新しい友達を作ることで自分から前を向こうとして無理に陽気な性格を演じており、本来のカエルはワニの様に穏やかで控えめな性格。

## 書籍情報
漫画
| 初版発行日   | ISBN                   | 収録話数                          |
| ------------ | ---------------------- | --------------------------------- |
| 2020年4月8日 | ISBN 978-4-09-850125-0 | 1 - 100、0、後日談、書き下ろし28P |

絵本
| 巻数                            | 初版発行日    | ISBN                   | 収録話数 |
| ------------------------------- | ------------- | ---------------------- | -------- |
| 1から30にちめまでの13にちかん   | 2020年6月19日 | ISBN 978-4-9101-8800-3 | 13話選出 |
| 31から70にちめまでの13にちかん  | 2021年5月20日 | ISBN 978-4-9101-8810-2 | 13話選出 |
| 71から100にちめまでの10にちかん | 2021年6月19日 | ISBN 978-4-9101-8812-6 | 10話選出 |

## 関連商品の展開
56日目（2020年2月5日）
- きくち自身によるLINEクリエイターズスタンプ「100日後に死ぬワニ」が発売された。

99日目（2020年3月19日）
- 同年4月8日に小学館（ゲッサン少年サンデーコミックス）から同タイトルの書籍が発売されることが明らかとなった。

100日目（2020年3月20日）
- 特設サイトがオープンされ、アニメ映画化が報じられた。
- ロフトで "100ワニ追悼 POP UP SHOP in ロフト" と題してトートバッグやキーホルダーなどグッズ販売が東京の渋谷・名古屋・大阪の梅田で開催されることが報じられた。グッズ販売は楽天コレクションでも期間限定で行われた。
- アカツキライブエンターテインメントより、横浜駅直通のアソビル3階「MONOTORY」で "100日後に死ぬワニ展" と題したイベントを実施することが発表された。イラスト展示の他、MONOTORYとの限定コラボワークショップが開催予定で、きくちによるライブペイントイベントも実施される予定だった。しかし、新型コロナウイルスの感染拡大による影響で、ワニ展の延期とライブペイントの中止、その代替として、4月9日にMONOTORY限定書き下ろし作品の制作と制作風景の動画配信を実施することが決定した。
- 東京都の阿佐ヶ谷ロフトAでトークイベント「マンガのハナシ vol.8：ワニのハナシ」が開催されることが報じられた。作者のきくちの他、交流のある漫画家が出演し、本作を描いた理由や執筆中の裏話、次回作のテーマなどについてトークが行われる予定だった。しかし、新型コロナウイルスの影響で2021年に延期となり、最終的に社会情勢を鑑みて中止されている。
- クオリアよりカプセルトイが、マズルよりゲームセンターのプライズゲーム向け景品が発表された。どちらも翌3月21日から店舗に登場した。

100日目終了後
- 2020年3月26日、スマートフォン用ゲームアプリを開発中であることを公式サイトにて発表した。リリース時期などは未定。2021年7月時点で続報はなく、特設サイトからはゲーム登場の予告についての記載が削除されている。

## タイアップ
85日目（2020年3月5日）
- ロックバンドのKANA-BOONのベストアルバム『KANA-BOON THE BEST』の発売を記念して、各バンドメンバーを動物と融合させたきくち自身によるキャラクターイラストが公開された。バンドメンバーの谷口鮪が元々きくちの別作品『SUPERどうぶつーズ』のファンだったことからコラボレーションが行われた。同日と翌日には、本作品のキャラクターも登場するコラボ4コマ漫画がKANA-BOONのオフィシャルSNSアカウント上で2作品公開された。

97日目（2020年3月17日）
- 同年4月3日に日本公開予定のゾンビコメディ映画『デッド・ドント・ダイ』とのコラボイラストが公開された。

100日目（2020年3月20日）
- いきものがかりとのコラボムービーが午後8時2分から公開された。死という主題と向き合った際の感情を題材にし、同作品のファンでいきものがかりのリーダーでもある水野がテーマソングである「生きる」を作詞した。

100日目以後
- 2020年3月21日からは、タワーレコードとのコラボグッズがタワーレコード22店舗とタワーレコード オンラインにて販売された。
- また、Tシャツを中心に展開しているアパレルブランドの「ハードコア・チョコレート」からコラボTシャツ、パーカー類が発売された。
- 2020年3月23日に、「100日後に死ぬワニカフェ」を東京・池袋で4月1日から、大阪・日本橋で4月24日から期間限定で開催すると発表していた。しかし、新型コロナウイルスの感染拡大による影響で、池袋会場は4月4日から臨時休業し、大阪会場は開催を延期にすることを同年4月3日に発表した。その後、2021年7月時点で再開しておらず、公式サイトは2021年5月末にドメイン名失効を経ずWHOIS（ドメイン名の所有者）情報が変更され、全く無関係のサイトとなっており、公式Twitterは臨時休業の告知以来1年以上更新されていない。
- 2020年5月3日、きくちが同日に配信されたABEMAの番組『7.2 新しい別の窓』にゲストで登場。なお、新型コロナウイルスの感染防止対策に伴う措置でリモート出演となった。同番組の出演者である稲垣吾郎、草彅剛、香取慎吾の3人とコラボしたイラストを公開した。

## 商業展開に対する反応

### 相次ぐ商業展開発表と炎上
2020年3月20日に本作の最終話がきくちのTwitterに投稿されて間もなく、「株式会社ベイシカ」名義で運営される作品公式Twitterアカウントと特設サイトが開設され、約1時間半後までに複数の商業展開が相次いで発表された。
最終話がワニの死を扱った内容であることや、最後まで「個人によるSNSへの投稿」という名目で連載されていたことから、SNS上では、突然の早急な商業展開に違和感を示す声や、「余韻に浸れない」「急に金の匂いがしてきた」「映画化は飛ばし過ぎでは」などの苦言が続いたほか、企業が「仕込み」を行っていた可能性や、大手広告代理店の関与を指摘する声もみられた。
さらに、同時にYouTubeで公開されたいきものがかりとのコラボムービーに、広告代理店の電通のスタッフ2名がクレジットされていた ことから、作品自体に電通が関わっていたとの噂が流布した。
これを受けて、ブラック企業対策プロジェクトの共同代表代表を務めている藤田孝典と2015年12月に発生した同社過労自殺事件の遺族が、同事件について振り返る際に本作を絡めて同社を厳しく批判した。ネット上では作品に対して「ワニはステマ」などのような批判的な主張も見られ、一時的にTwitterのトレンドにおいて『電通案件』が国内1位となり、炎上する事態となった。
電通の関与が噂されたもうひとつの発端として、きくちが2019年12月4日に打ち合わせで訪れた箱根ケ崎駅の付近に「電通研究所」という企業があることが挙げられる。しかし、その企業は電気部品を扱う会社で、「広告代理店の電通」とは無関係である。さらに、きくちによると、これは現地にあるホームセンター「ジョイフル本田」の店舗でのライブペイントの打ち合わせで、本作品とも無関係だったとしている。

### ベイシカの支援と商標登録出願
2020年1月16日に、「100日後に死ぬワニ」の商標登録出願が株式会社ベイシカとの共同名義で行われており、連載終了前の2月4日に出願内容が公開されている。
最終話の投稿直後に開設された公式サイトや公式Twitterアカウントは、ベイシカが運営していることがサイト上で公表されている。ベイシカの作品への関係が正式に公表されるのは、これが初めてとなる。
ベイシカが関わるようになった経緯として、本作の連載の初期にきくち宛てに商業展開や取材などのオファーが急増し、一人では対応できなくなっていたことがある。2019年12月25日から問い合わせの対応にベイシカ社長の中尾恭太が協力している。2020年1月からはベイシカが正式に同作品の運営やプロデュースに関わるようになる。
連載の完結までベイシカや商業展開については伏せられており、これは「100日間はなるべく商業的なノイズは入れないようにしたい」というきくちの意向による。

### 「電通」の噂と否定
炎上と噂の流布を受けて、きくち、ベイシカ、およびコラボムービーの関係者は、一貫して電通の作品自体への関与を否定する声明を出している。
きくちによると、連載当初は企業などの第三者は関与せず、商業展開のオファーを受けるまでは一人で作品を描き投稿していたとしている。また、中尾は噂の原因となったコラボムービーについて、連載中にいきものがかり側から提案があったもので、ムービーを作る中で、いきものがかりのチームのスタッフとして電通のスタッフがクレジットされたものとしている。
いきものがかりの水野は最終話の翌日（3月21日）、Twitterで配信した番組の中で、「今回のコラボを始め、映画化や書籍化に電通は関わっておらず、もっとも巨大プロジェクトで動いていたわけではないです」と発言。きくちも「個人的に漫画を始めたことであり、ベイシカが作品のメディア展開を始めたのは（連載から約1か月が経過した）1月以降であるにも関わらず、『電通案件』で裏が大きいとか言われるのはやっぱり悲しいですね」と発言し、電通の関与を否定している。
3月24日には電通とベイシカがJ-CASTニュースの取材に対してコメントし、電通の広報部は、いきものがかりのコラボムービーに限り仕事として一部のプロジェクトに関与したと強調し、ベイシカの中尾は「デマはたくさんありすぎて、もはや全てを把握し切れていません」として電通の関与を否定している。
この騒動に対して、ノンフィクションライターの窪田順生は3か月前に発生したディズニー映画『アナと雪の女王2』のマーケティングミスの事例を挙げ、騒動の教訓を生かせなかったのかと苦言を呈している。
最終話の公開直後に商業展開が一気に行われたことに対して、作者のきくちは2020年12月18日に放送された『中居正広の金曜日のスマイルたちへ』に出演した際に、メディア展開に向けたオファーが何日後にあったかを詳細に明らかにした。ここでは連載中のメディア展開は「少なくともとんでもない（ストーリー）展開にはならないだろうと読めてきちゃう」ことを嫌って連載終了後の展開を依頼した結果だったことを説明したが、それでも説明を疑う声が聞こえ、信じてもらえないことへの諦めに近い境地を自身のブログで明らかにしている。

## アニメーション映画『100日間生きたワニ』
『100日間生きたワニ』（ひゃくにちかんいきたワニ）は、『100日後に死ぬワニ』を原作とし、2021年7月9日に公開された日本のアニメーション映画作品。当初は2021年5月28日に公開予定だったが、新型コロナウイルスの感染拡大による影響を受けて延期された。
前半は原作で描かれたワニが生きた100日間の日常パート、後半はワニの死から100日後のワニの友人たちの様子を描いた映画オリジナルのパートで構成され、このパートから映画オリジナルキャラクターのカエルが登場する。
映画の公式Twitterアカウントでは、映画公開にあわせた「100ワニ100日企画」として、ワニたちの幼少期の前日譚を描いた描き下ろし漫画「100ワニ出会い編」が連載された。

### 声の出演
- ワニ：神木隆之介[88][89]
- ネズミ：中村倫也[88][89]
- モグラ：木村昴[88][89]
- センパイ：新木優子[88][89]
- イヌ：ファーストサマーウイカ[94][95]
- バイトちゃん：清水くるみ[94][95]
- バンドマン：Kaito[96]
- ワニの母：池谷のぶえ[97][98]
- ワニの父：杉田智和[97][98]
- カエル：山田裕貴[94][95]

### スタッフ
- 原作：きくちゆうき『100日後に死ぬワニ』
- 監督・脚本：上田慎一郎、ふくだみゆき
- 音楽：亀田誠治
- 主題歌：いきものがかり「TSUZUKU」（Sony Music Labels）[94][95]
- 製作：市川南、大田圭二
- 共同製作：藤川克平、中尾恭太、春山ゆきお、辻野学、五老剛
- エグゼクティブプロデューサー：山内章弘、上田太地
- プロデューサー：臼井真之介、山中一孝
- コンテ・アニメーションディレクト：湖川友謙
- 美術監督：徳田俊之
- 色彩設計：池田ひとみ
- 撮影監督：簡佳瑩
- 配給：東宝
- アニメーション製作：TIA
- 製作：「100日間生きたワニ」製作委員会（東宝、BS朝日、ベイシカ、BANDAI SPIRITS、ソニー・ミュージックエンタテインメント、朝日新聞社）

### 製作
監督の上田によると、映画化は上田が自ら企画書を書いて東宝に提出することで実現したものである。漫画の連載を2日目くらいから見ており、30日目くらいになったときに企画書を仕上げた。当初は、登場人物を人間に置き換えた実写映画を構想していたという。その企画を見た東宝から「（アニメーション制作の経験がある）妻のふくだみゆきと一緒にアニメを作るのはどうか」という提案があり、原作のキャラクターがそのまま登場するアニメーションとして制作する方向性が固まった。作品のタイトル変更も上田の提案だが、大人の事情や「死」を避けたのではなく、「新しい物語になったので、それに合う新しいタイトルに変えました」と語っている。原作者のきくちは監修として脚本に参加している。

### 映画をめぐる騒動
前述の経緯によって炎上した原作を映画化した作品が公開されることから、本作に関するウェブサイトに悪戯や荒らし行為が行われた。
映画レビューサイトのYahoo!映画やFilmarksでは、公開前から「金と時間の無駄」「超駄作」といった中傷的な内容や、作品と全く無関係なストーリーを記した内容などを記して低評価をつける荒らしレビューが多数投稿された。
新宿バルト9では予約サイトの後払い可能な予約システムを悪用し、本作の座席予約を未払いの状態で多数行い、予約状況画面に表示される座席予約表に文字や記号を書く悪戯が行われた。同館は具体的な作品名に触れないものの、鑑賞意思のない予約は通知なくキャンセルし、規約に反する行為で著しい損害が生じる場合は警察への届け出を行うとする警告を公式サイトに掲載した。

### 評価
お笑いタレントの東野幸治は自身が司会を務める番組「ワイドナショー」（フジテレビ）にて、前述のタイトル変更について「こういうタイトルの変え方はどうなのかなと思います」と述べ、出演者である松本人志や元サッカー選手の前園真聖からも「絶対に変えなくていい。インパクトがめちゃくちゃ弱まる」「なんか内容が入ってこない」とそれぞれ同調した。
お笑いタレントの伊集院光は本作を視聴し、「俺が褒めても、『電通の回し者だ！』と世間は言いかねない嫌な世の中」（要約）と前置きをした上で、星5つ中3つと述べた。また、原作に工夫を加えた部分に対し「上田監督が自分らしさを出そうと思ったところは俺にとっては全スベリだったかな？」「何の工夫もしないで（中略）普通に細々とした原作通りのことをやってても、別に成立すると思うの」と評した。
一方、映画ライターのよしひろまさみちは、本作についてマーケティングが本当に下手だったと指摘しながらも、「原作にはない部分をオリジナルで作っていて、意外と面白かった」と評価している。
前述の荒らしレビューの横行などからレビューサイトの評点が信頼できない状況になっているため、Webメディア「シネマズプラス」では、評価が肯定的であるか批判的であるかは問わず、誠実に映画の感想や解説を書いている個人のレビュー記事を紹介した記事が投稿されている。

## その他
100日目以後、現実のイベントとしてワニの葬式を行うという企画もあったが、実現しなかった。ベイシカの社長である中尾によれば、「やり方によっては、ファンの人もそういう場所を求めているかもしれない」という企画意図ではあったものの、商業展開の炎上を受けて「お葬式は本当にやらなくてよかったです」と語った。
本作の公開後には、本作品のように100話を100日かけて投稿する「100日」フォーマットに倣った自作品をSNS上に投稿することが流行した。「100日目」までやりきる作者は少なかったが、最後まで完走する作品もあった。